# Alvin Moreau
Alvin Moreau (Charles Alvin „Al“ Moreau; * 6. Juni 1910 in Marksville, Louisiana; † 7. Juli 1990 in Baton Rouge) war ein US-amerikanischer Hürdenläufer, der sich auf die 110-Meter-Distanz spezialisiert hatte.
Am 2. August 1935 stellte er in Oslo mit 14,2 s den Weltrekord ein.